# Thaiföld az 1984. évi nyári olimpiai játékokon
Thaiföld az egyesült államokbeli Los Angelesben megrendezett 1984. évi nyári olimpiai játékok egyik részt vevő nemzete volt. Az országot az olimpián 5 sportágban 36 sportoló képviselte, akik összesen 1 érmet szereztek.

## Érmesek
| Érem  | Versenyző        | Sportág   | Versenyszám  |
| ----- | ---------------- | --------- | ------------ |
| Ezüst | Dhawee Umponmaha | Ökölvívás | Kisváltósúly |

## Atlétika
Férfi
| Versenyző                                                          | Versenyszám     | Előfutam | Előfutam | Előfutam | Negyeddöntő | Negyeddöntő | Negyeddöntő | Elődöntő | Elődöntő | Elődöntő | Döntő   | Döntő    |
| Versenyző                                                          | Versenyszám     | Idő      | Hely.    | Össz.    | Idő         | Hely.       | Össz.       | Idő      | Hely.    | Össz.    | Idő     | Helyezés |
| ------------------------------------------------------------------ | --------------- | -------- | -------- | -------- | ----------- | ----------- | ----------- | -------- | -------- | -------- | ------- | -------- |
| Sumet Promna                                                       | 100 m           | 10,52    | 1.       | 23.      | 10,61       | 4.          | 31.*        | kiesett  | kiesett  | kiesett  | kiesett | kiesett  |
| Sumet Promna                                                       | 200 m           | 21,53    | 4.       | 39.      | kiesett     | kiesett     | kiesett     | kiesett  | kiesett  | kiesett  | kiesett | kiesett  |
| Vichan Choocherd Rangsam Inthachai Prasit Boonprasert Sumet Promna | 4 × 100 m váltó | 40,58    | 5.       | 14.      |             |             |             | 40,83    | 8.       | 16.      | kiesett | kiesett  |

Női
| Versenyző                                                           | Versenyszám     | Előfutam | Előfutam | Előfutam | Negyeddöntő | Negyeddöntő | Negyeddöntő | Elődöntő | Elődöntő | Elődöntő | Döntő   | Döntő    |
| Versenyző                                                           | Versenyszám     | Idő      | Hely.    | Össz.    | Idő         | Hely.       | Össz.       | Idő      | Hely.    | Össz.    | Idő     | Helyezés |
| ------------------------------------------------------------------- | --------------- | -------- | -------- | -------- | ----------- | ----------- | ----------- | -------- | -------- | -------- | ------- | -------- |
| Walapa Tangjitnusorn                                                | 100 m           | 12,18    | 8.       | 35.      | kiesett     | kiesett     | kiesett     | kiesett  | kiesett  | kiesett  | kiesett | kiesett  |
| Reawadee Srithoa                                                    | 400 m           | 58,11    | 6.       | 26.      | kiesett     | kiesett     | kiesett     | kiesett  | kiesett  | kiesett  | kiesett | kiesett  |
| Ratjai Sripet Walapa Tangjitnusorn Jaree Patarach Wassana Panyapuek | 4 × 100 m váltó | 45,62    | 5.       | 10.      |             |             |             |          |          |          | kiesett | kiesett  |

| Versenyző         | Versenyszám | Selejtező | Selejtező | Döntő    | Döntő    |
| Versenyző         | Versenyszám | Eredmény  | Helyezés  | Eredmény | Helyezés |
| ----------------- | ----------- | --------- | --------- | -------- | -------- |
| Sarinee Phenglaor | Távolugrás  | 551 cm    | 22.       | kiesett  | kiesett  |

* - egy másik versenyzővel azonos eredményt ért el

## Íjászat
| Versenyző          | Versenyszám  | 1. forduló | 1. forduló | 2. forduló | 2. forduló | Összesítés | Összesítés |
| Versenyző          | Versenyszám  | Pont       | Hely.      | Pont       | Hely.      | Pont       | Helyezés   |
| ------------------ | ------------ | ---------- | ---------- | ---------- | ---------- | ---------- | ---------- |
| Amphol Amalekajorn | Férfi egyéni | 1182       | 43.        | 1160       | 50.        | 2342       | 46.        |
| Wachera Piyapattra | Férfi egyéni | 1168       | 49.        | 1160       | 51.        | 2328       | 50.        |

## Ökölvívás
| Versenyző          | Versenyszám  | Selejtező                               | 32-es főtábla                  | Nyolcaddöntő               | Negyeddöntő                | Elődöntő                  | Döntő                  | Helyezés |
| Versenyző          | Versenyszám  | Ellenfél Eredmény                       | Ellenfél Eredmény              | Ellenfél Eredmény          | Ellenfél Eredmény          | Ellenfél Eredmény         | Ellenfél Eredmény      | Helyezés |
| ------------------ | ------------ | --------------------------------------- | ------------------------------ | -------------------------- | -------------------------- | ------------------------- | ---------------------- | -------- |
| Sanpol Sang-Ano    | Papírsúly    |                                         | Daniel Mwangi (KEN) · RSC      | kiesett                    | kiesett                    | kiesett                   | kiesett                | 17.      |
| Teraporn Sang-Ho   | Légsúly      |                                         | Redžep Redžepovski (YUG) · 2:3 | kiesett                    | kiesett                    | kiesett                   | kiesett                | 17.      |
| Wanchai Pongsri    | Harmatsúly   | erőnyerő                                | Joe Orewa (NGR) · KO           | kiesett                    | kiesett                    | kiesett                   | kiesett                | 17.      |
| Wisut Meesuanthong | Pehelysúly   | Alexander Wassa (INA) · mérkőzés nélkül | kiesett                        | kiesett                    | kiesett                    | kiesett                   | kiesett                | 33.      |
| Buala Sakul        | Könnyűsúly   | erőnyerő                                | Luis Ortíz (PUR) · KO          | kiesett                    | kiesett                    | kiesett                   | kiesett                | 17.      |
| Dhawee Umponmaha   | Kisváltósúly | Jaslal Pradhan (IND) · 5:0              | Charles Owiso (KEN) · 3:2      | Dave Griffiths (GBR) · 4:1 | Jorge Maysonet (PUR) · 5:0 | Mircea Fulger (ROU) · 5:0 | Jerry Page (USA) · 0:5 |          |

## Sportlövészet
Férfi
| Versenyző             | Versenyszám           | Pont | Helyezés |
| --------------------- | --------------------- | ---- | -------- |
| Opas Ruengpanyawoodhi | Gyorstüzelő pisztoly  | 588  | 13.      |
| Peera Piromratna      | Gyorstüzelő pisztoly  | 575  | 40.      |
| Somchai Thongsak      | Szabadpisztoly        | 539  | 31.      |
| Nirundon Lepananon    | Szabadpisztoly        | 494  | 54.      |
| Chakrapan Thianthong  | Sportpuska, összetett | 1114 | 41.      |
| Manop Leeprasansakul  | Sportpuska, összetett | 1100 | 44.      |
| Manop Leeprasansakul  | Légpuska              | 558  | 43.      |
| Tanin Thaisinlp       | Légpuska              | 554  | 47.      |
| Tanin Thaisinlp       | Sportpuska, fekvő     | 578  | 55.      |
| Udomsak Thianthong    | Sportpuska, fekvő     | 588  | 30.      |
| Rangsit Yanothai      | Futócéllövészet       | MNK  | 23.      |

Női
| Versenyző             | Versenyszám           | Pont | Helyezés |
| --------------------- | --------------------- | ---- | -------- |
| Angsuman Jotikasthira | Sportpisztoly         | 569  | 19.      |
| Siriwan Bhudvanbhen   | Légpuska              | 369  | 31.      |
| Kanokwan Krittakom    | Légpuska              | 360  | 33.      |
| Thiranun Jinda        | Sportpuska, összetett | 558  | 20.      |

Nyílt
| Versenyző            | Versenyszám | Pont | Helyezés |
| -------------------- | ----------- | ---- | -------- |
| Dumrong Pachonyut    | Trap        | 174  | 45.      |
| Vudtha Bherombhadi   | Trap        | 157  | 64.      |
| Somchai Chanthavanij | Skeet       | 172  | 58.      |
| Pichit Burapavong    | Skeet       | 142  | 68.      |

## Vitorlázás
Férfi
| Versenyző      | Versenyszám     | Futam | Futam | Futam | Futam | Futam | Futam  | Futam | Pontszám | Helyezés |
| Versenyző      | Versenyszám     | 1     | 2     | 3     | 4     | 5     | 6      | 7     | Pontszám | Helyezés |
| -------------- | --------------- | ----- | ----- | ----- | ----- | ----- | ------ | ----- | -------- | -------- |
| Saard Panyawan | Szörfvitorlázás | 35,0  | 13,0  | 24,0  | 21,0  | 31,0  | (39,0) | 35,0  | 159,0    | 23.      |